# Антили
Антили (енгл. Antilles, хол. Antillen) су архипелаг између Атлантског океана, Мексичког залива и Карипског мора. 
Антили се деле на две групе: Велики Антили (Куба, Јамајка, Хаити, Порторико) и, југоисточно од њих, Мали Антили. Велики и Мали Антили са Бахамима чине Карипски архипелаг. 
Географски, Антили су део америчког континента. Геолошки, Велики Антили су део америчког континенталног бедема, док су Мали Антили острва вулканског и коралног порекла. 

## Име
Термин Антили потиче из времена пре европског освајања Америке. Антилија је била мистериозна земља која се помињала у средњовековној литератури. После открића Америке, ово име је употребљено као назив за архипелаг у Карипском мору.